# Volksbank Bookholzberg-Lemwerder
Die Volksbank Bookholzberg-Lemwerder eG war eine deutsche Genossenschaftsbank mit Sitz in Bookholzberg im Landkreis Oldenburg, Niedersachsen.

## Rechtsgrundlagen
Rechtsgrundlagen der Bank waren die Satzung und das Genossenschaftsgesetz. Die Organe der Genossenschaftsbank waren der Vorstand, der Aufsichtsrat und die Vertreterversammlung. Die Bank war der Sicherungseinrichtung des Bundesverbandes der Deutschen Volksbanken und Raiffeisenbanken e.V. angeschlossen, die aus dem Garantiefonds und dem Garantieverbund besteht.

## Niederlassungen
Die Volksbank Bookholzberg-Lemwerder eG unterhielt Bankstellen in Bookholzberg im Landkreis Oldenburg und in Lemwerder im Landkreis Wesermarsch.

## Fusion
Zum 1. Januar 2016 haben die Volksbank Bookholzberg-Lemwerder eG und die Volksbank Ganderkesee-Hude eG fusioniert. Die fusionierte Bank arbeitet unter der Firma Vereinigte Volksbank Ganderkesee-Hude-Bookholzberg-Lemwerder eG.